# Bruno N’Gotty
Bruno N’Gotty (ur. 10 czerwca 1971 w Lyonie) – francuski piłkarz występujący na pozycji obrońcy. Obecnie nie gra w żadnym klubie.

## Kariera klubowa
Bruno N’Gotty zawodową karierę rozpoczynał w 1988 roku w Olympique Lyon. W 1989 roku zwyciężył z nim w rozgrywkach drugiej ligi i awansował do Division 1. Tam jednak Lyon nie odnosił żadnych sukcesów, a jego największym osiągnięciem było zdobycie wicemistrzostwa kraju w sezonie 1994/1995. Łącznie dla francuskiej drużyny N’Gotty rozegrał 143 mecze ligowe, po czym podpisał kontrakt z Paris Saint-Germain. W nowym klubie także występował w podstawowym składzie i łącznie rozegrał 80 spotkań. W 1996 roku wywalczył Puchar Zdobywców Pucharów, w 1997 roku w finale tych rozgrywek przegrał z Barceloną, a w 1998 roku zdobył Puchar Francji, Puchar Ligi Francuskiej oraz Superpuchar Francji.
Następnie N’Gotty przeniósł się do Milanu, z którym już w debiutanckim sezonie zdobył mistrzostwo Włoch. Stworzył wówczas linię obronną razem z Paolem Maldinim, Alessandrem Costacurtą i Thomasem Helvegiem. W kolejnych rozgrywkach ze składu wygryzł go jednak Brazylijczyk Serginho i w połowie sezonu N’Gotty został wypożyczony do Venezii. W 2000 roku francuski gracz trafił do Olympique Marsylia, dla którego rozegrał 31 meczów w lidze.
Później N’Gotty na zasadzie wypożyczenia przeszedł do Bolton Wanderers, w barwach którego zadebiutował 19 września 2001 roku w zremisowanym 1:1 pojedynku przeciwko Blackburn Rovers. W styczniu 2002 roku Francuz odszedł do „The Trotters” na stałe, natomiast 1 kwietnia 2002 roku w przegranym 1:3 meczu z Evertonem strzelił swojego pierwszego gola dla Boltonu. N’Gotty zadeklarował chęć pozostania na Reebok Stadium do zakończeniu swojej kariery, jednak Sam Allardyce chcąc odmłodzić kadrę angielskiego klubu nie przedłużył kończącego się kontraktu francuskiego piłkarza i w maju 2006 roku wychowanek Lyonu opuścił Bolton. W lipcu przeszedł do Birmingham City i awansował z nim do Premier League.
4 czerwca 2007 roku przeniósł się za darmo do Leicester City. W sezonie 2007/2008 zaliczył dla niego 38 występów w The Championship, a 25 września 2008 roku został wypożyczony na miesiąc do Hereford United. W nowym zespole N’Gotty po raz pierwszy wystąpił 27 września w przegranym 0:1 wyjazdowym spotkaniu z Leeds United. 25 października wypożyczenie zostało przedłużone o kolejny miesiąc, jednak w pojedynku przeciwko Peterborough United N’Gotty nabawił się kontuzji ścięgna Achillesa w efekcie czego umowa został zerwania i Francuz powrócił do Leicester City.

## Kariera reprezentacyjna
W reprezentacji Francji N’Gotty zadebiutował 17 sierpnia 1994 roku w zremisowanym 2:2 meczu z Czechami. Pod wodzą Aimégo Jacqueta były zawodnik Milanu wystąpił łącznie w sześciu spotkaniach drużyny narodowej, natomiast kolejny trener „Trójkolorowych” – Roger Lemerre – nie powoływał go już do reprezentacji.